# Specialskole
En specialskole er en skole for elever, som vurderes ikke at ville kunne følge den normale undervisning i folkeskolen.
Eksempler på sådanne elever er døve eller blinde elever, samt elever med autisme, ADHD eller lignende handicaps.
| Skole | Spire Denne artikel om en skole, en uddannelsesinstitution eller uddannelse er en spire som bør udbygges. Du er velkommen til at hjælpe Wikipedia ved at udvide den. |